# マリオン・デイヴィス (フィギュアスケート選手)
マリオン・デイヴィス（英語: Marion Tiefy Davies、1928年10月12日 - ）は、イギリス、ウェンブリー出身のフィギュアスケート選手（女子シングル）。1948年サンモリッツオリンピックイギリス代表。

## 主な戦績
| 大会/年      | 1946-47 | 1947-48 |
| ------------ | ------- | ------- |
| オリンピック |         | 10      |
| 世界選手権   | 15      |         |
| 欧州選手権   | 7       | 9       |